# Biserica Cuvioasa Parascheva din Cotnari
Biserica "Cuvioasa Parascheva" din Cotnari este o biserică ctitorită de Ștefan cel Mare în anul 1493 în satul Cotnari (județul Iași). 
Biserica "Cuvioasa Parascheva" din Cotnari a fost inclusă pe Lista monumentelor istorice din județul Iași din anul 2015, având codul de clasificare  IS-II-m-A-04135.01 , ca parte a Ansamblului medieval "Curtea Domnească" din Cotnari.

## Istoric
Satul Cotnari este atestat din anul 1441 sau după alte surse, din 1448, aici existând conform tradiției o curte domnească. Cu timpul, curtea s-a destrămat, din ea rămânând astăzi doar niște hrube (vestitele pivnițe domnești). 
Biserica "Cuvioasa Parascheva" din Cotnari este atribuită de tradiție domnitorului Ștefan cel Mare (1457-1504). Pisania a fost distrusă, astfel că nu se cunosc date referitoare la construcția lăcașului de cult. În Lista monumentelor istorice din județul Iași este trecut anul 1493 ca an al construcției.
Prezența unor elemente decorative cum sunt ramele dreptunghiulare ale ferestrelor, cu rozete în colțurile superioare și muluri în arc ușor frânt, precum și ancadramentul ușii de intrare, de profil clasic și cu lintou deasupra, indică o refacere a bisericii în secolul al XVII-lea.  În biserică au mai fost găsite și două pietre funerare din același secol, parțial deteriorate, care ar fi putut să se afle pe mormintele unor persoane care au contribuit la aceste lucrări.
Între anii 1831-1832, biserica a suferit modificări care au avut ca rezultat eliminarea peretului despărțitor dintre pronaos și naos și înclocuirea acestuia cu o arcadă simplă.  Lăcașul de cult a mai fost reparat în anii 1869 și 1890. 
În ultimul deceniu al secolului al XX-lea, biserica a fost restaurată cu sprijinul financiar și logistic al SC Cotnari SA, fiind pictată de către o echipă condusă de prof.univ. Nicolae Sava. Ea a fost resfințită la 2 iulie 2001 de un sobor de ierarhi și preoți în frunte cu IPS Teodosie Petrescu - Arhiepiscop al Tomisului, PS Ioachim Giosanu "Băcăuanul" - Arhiereu-vicar al Episcopiei Romanului și PC Varlaam Merticariu - Vicar administrativ al Arhiepiscopiei Iașilor. La acest eveniment au participat Constantin Simirad - primarul municipiului Iași, senatorul PDSR Vasile Mocanu și viceprefectul Valentin Soroceanu. 
Cu prilejul anului omagial închinat lui Ștefan cel Mare și Sfânt, la 23 aprilie 2004 a fost amplasată pe clădirea bisericii o placă memorială de marmură, care a fost sfințită de mitropolitul Daniel Ciobotea al Moldovei și Bucovinei. Inscripția are următorul conținut: "Această sfântă biserică, zidită în 1493, cu hramul „Sf. Cuv. Parascheva”, este atribuită binecredinciosului voievod Ștefan cel Mare și Sfânt. S-a sfințit această placă, la 23.04.2004, cu prilejul anului omagial Ștefan cel Mare și Sfânt, de către I.P.S. Daniel, mitropolitul Moldovei și Bucovinei.".

## Arhitectura bisericii
Biserica se remarcă prin concepția arhitecturală simplă și sărăcia motivelor decorative, fiind una dintre cele mai modeste construcții de acest gen ale arhitecturii medievale românești. Ca aspect general, ea pare să se înscrie în seria tipologică a bisericilor care sunt ctitorii boierești (Biserica Arbore, Biserica Șipote sau Biserica Văleni). 
Lăcașul de cult este o construcție de plan dreptunghiular, fără turlă, împărțită în pronaos, naos și altar. Ea are fațadele simple, tencuite și văruite și nu au nici un fel de decorații și nici cornișă.
Biserica nu este pictată în interior, fiind doar văruită. În unele locuri, sub straturile de văruială, au fost găsite urme de zugrăveală care imită zidăria de cărămidă. 

## Imagini

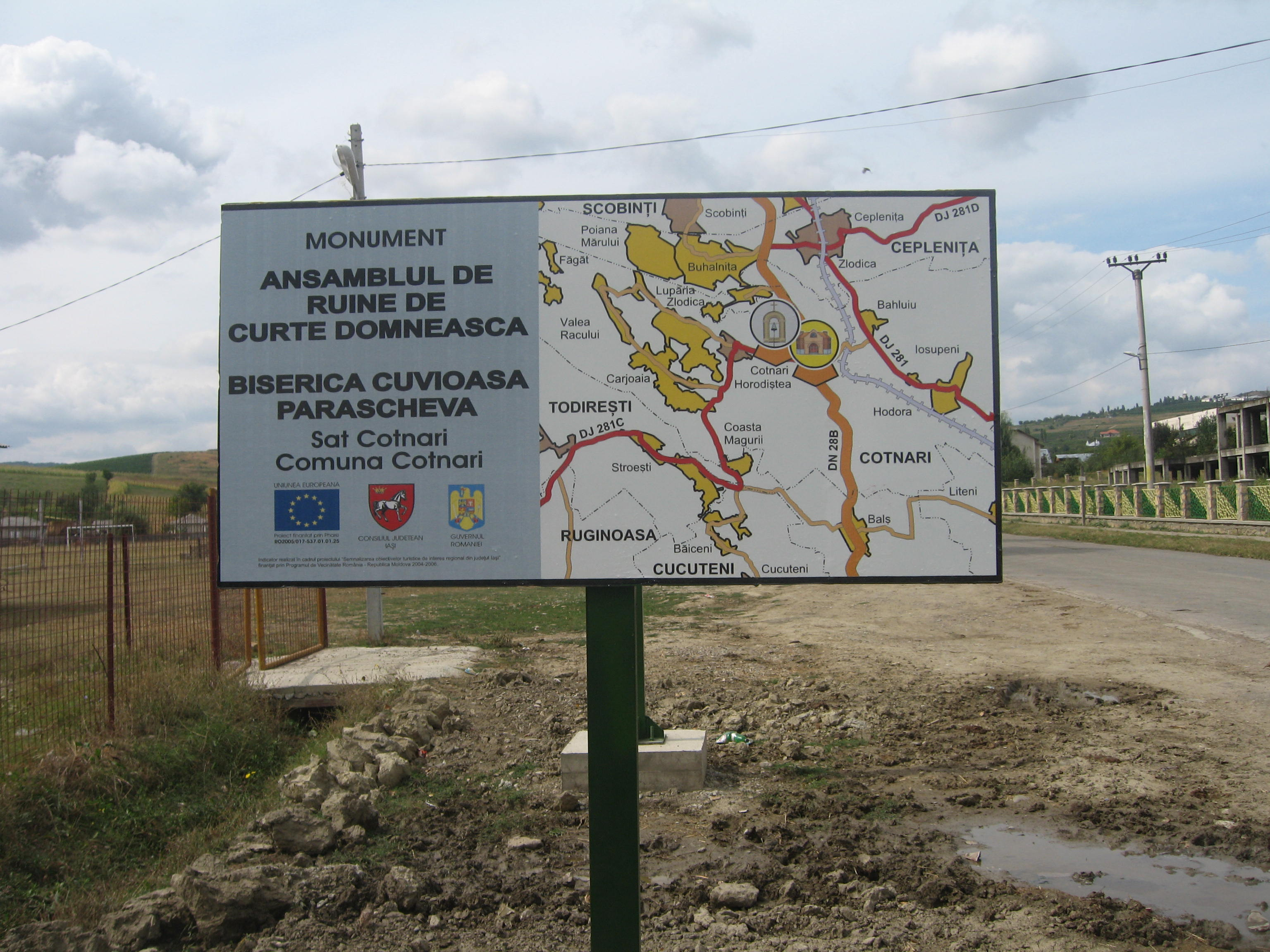
Indicator al monumentului istoric
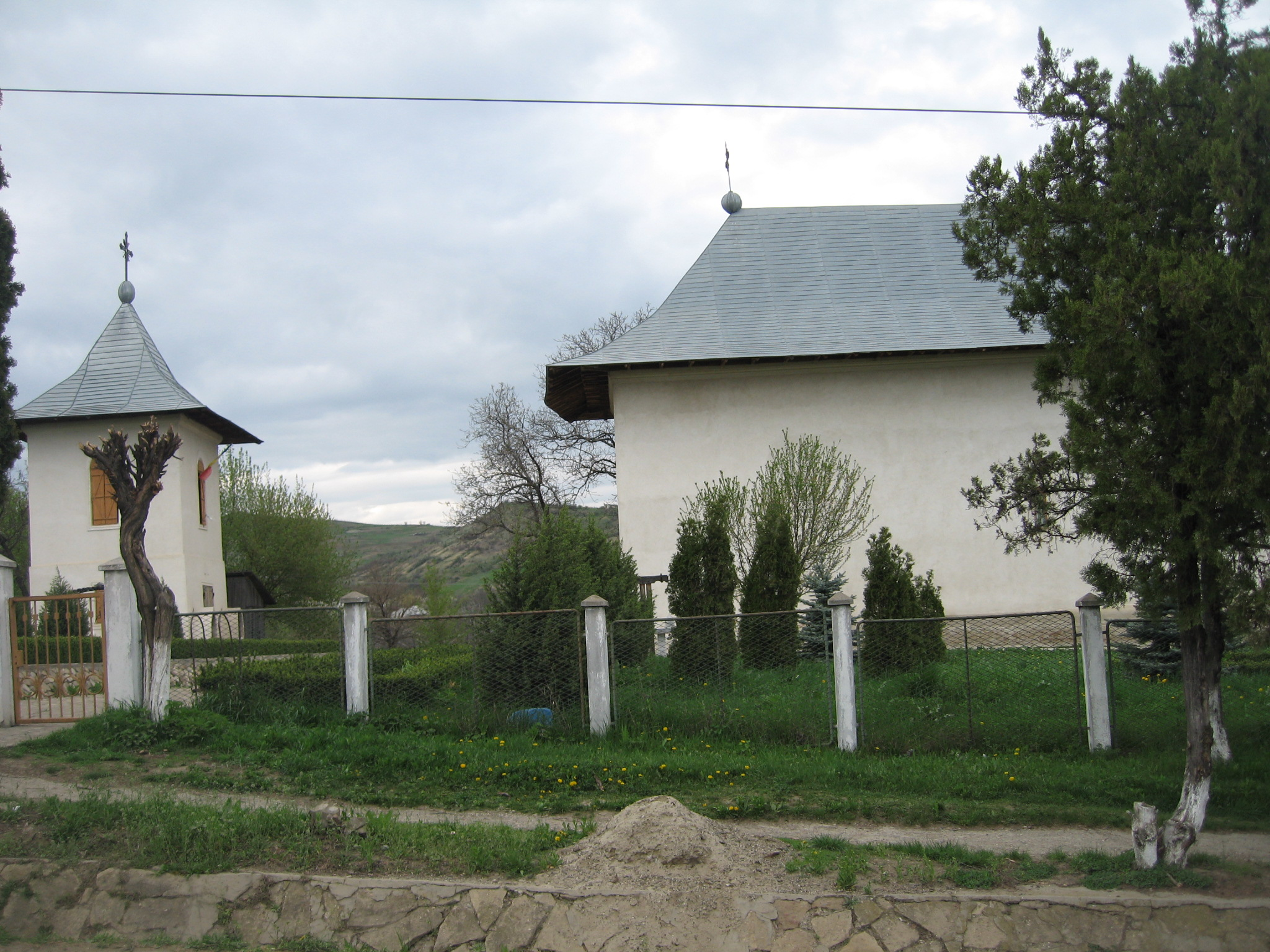
Biserica şi turnul clopotniţă văzute dinspre sud
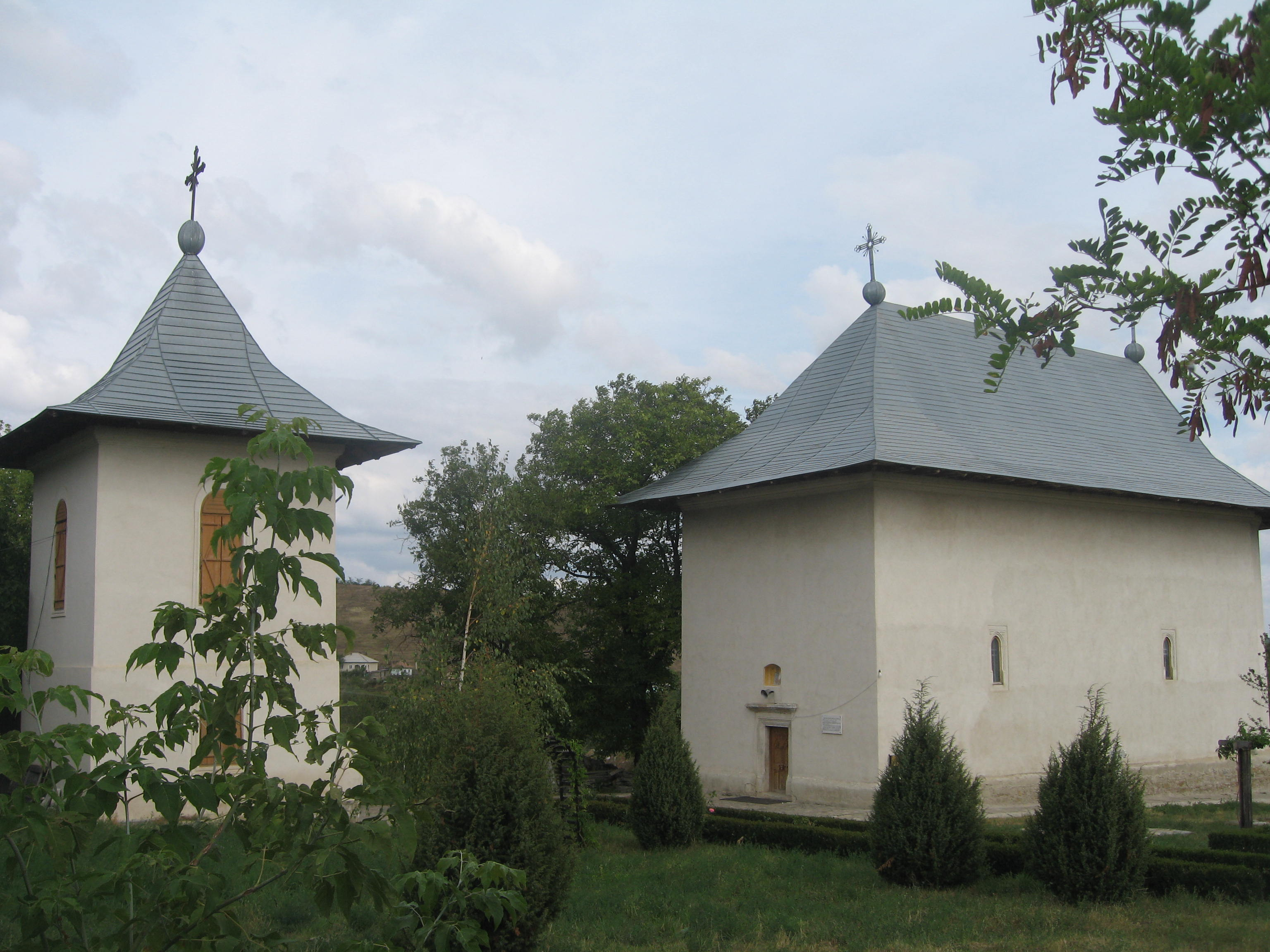
Biserica şi turnul clopotniţă
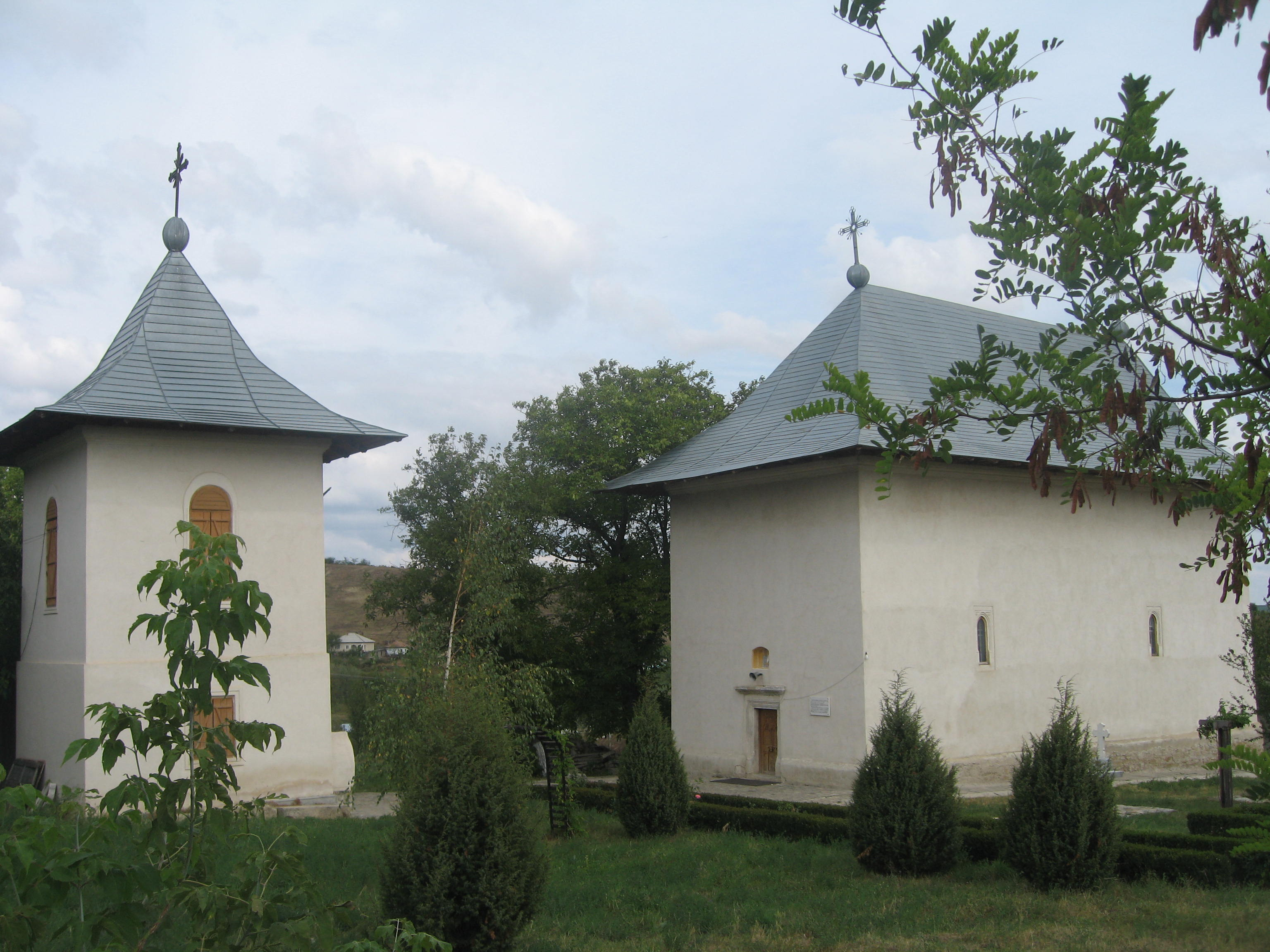
Biserica şi turnul clopotniţă
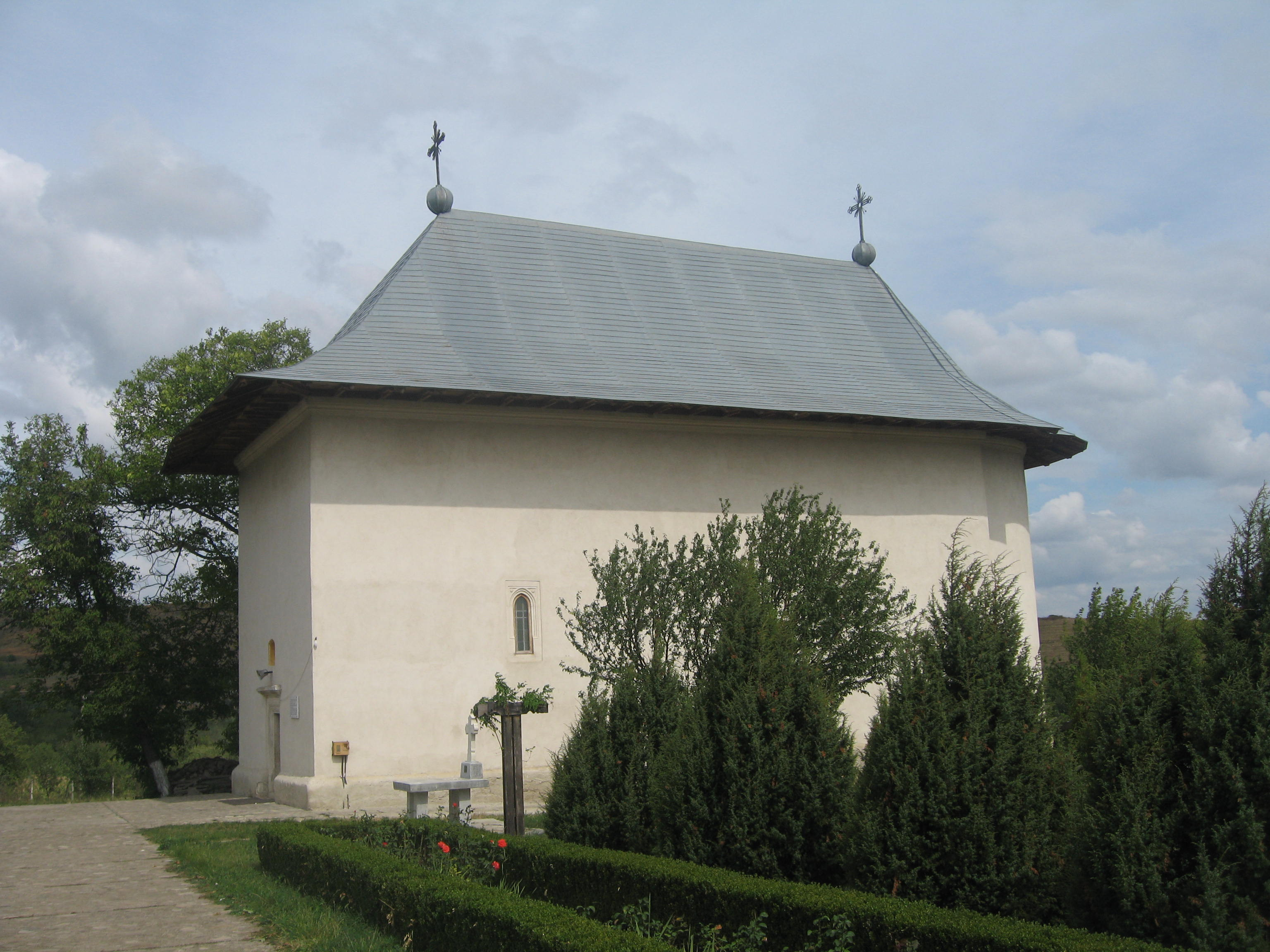
Biserica văzută dinspre sud-vest
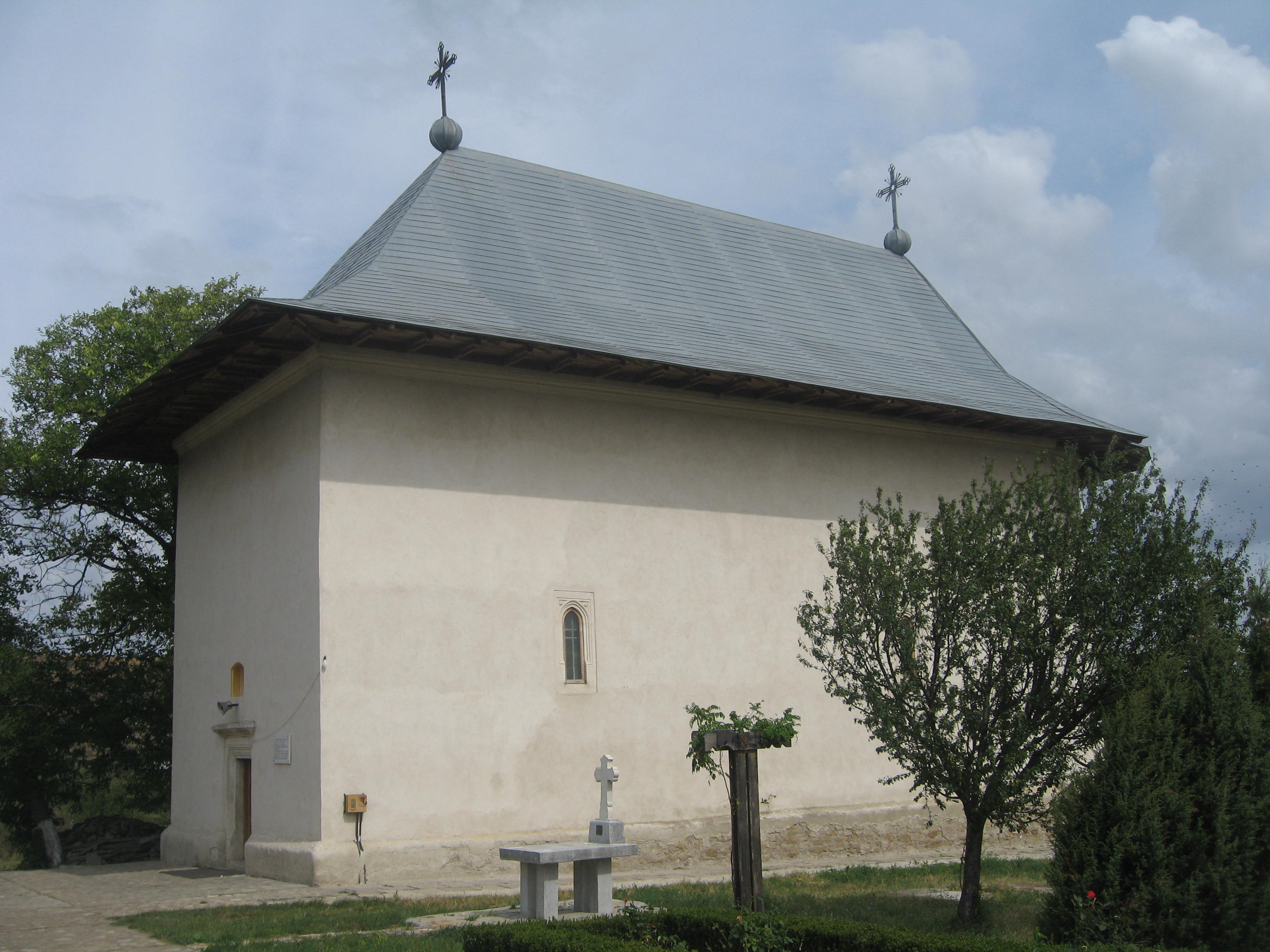
Biserica
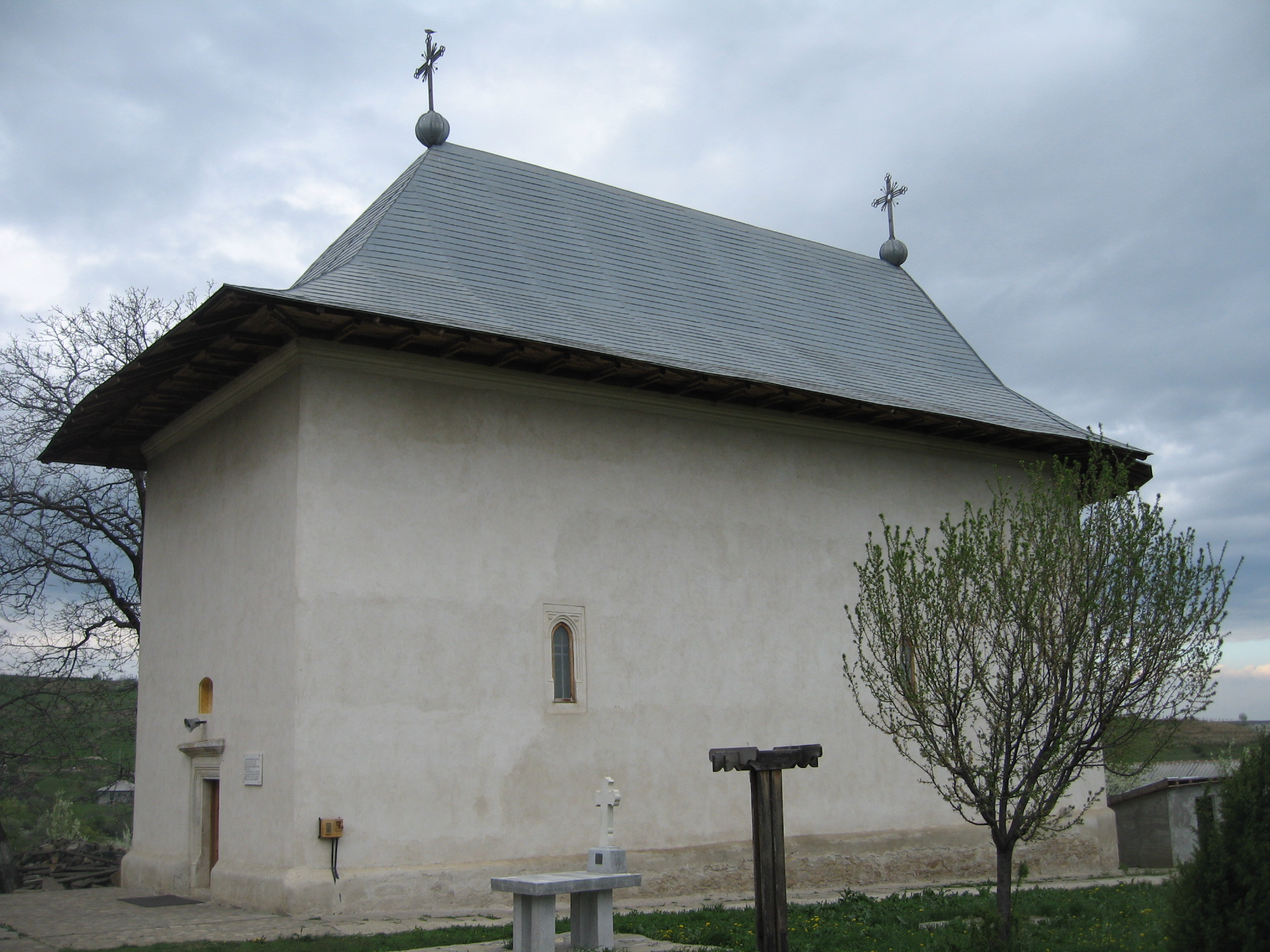
Biserica
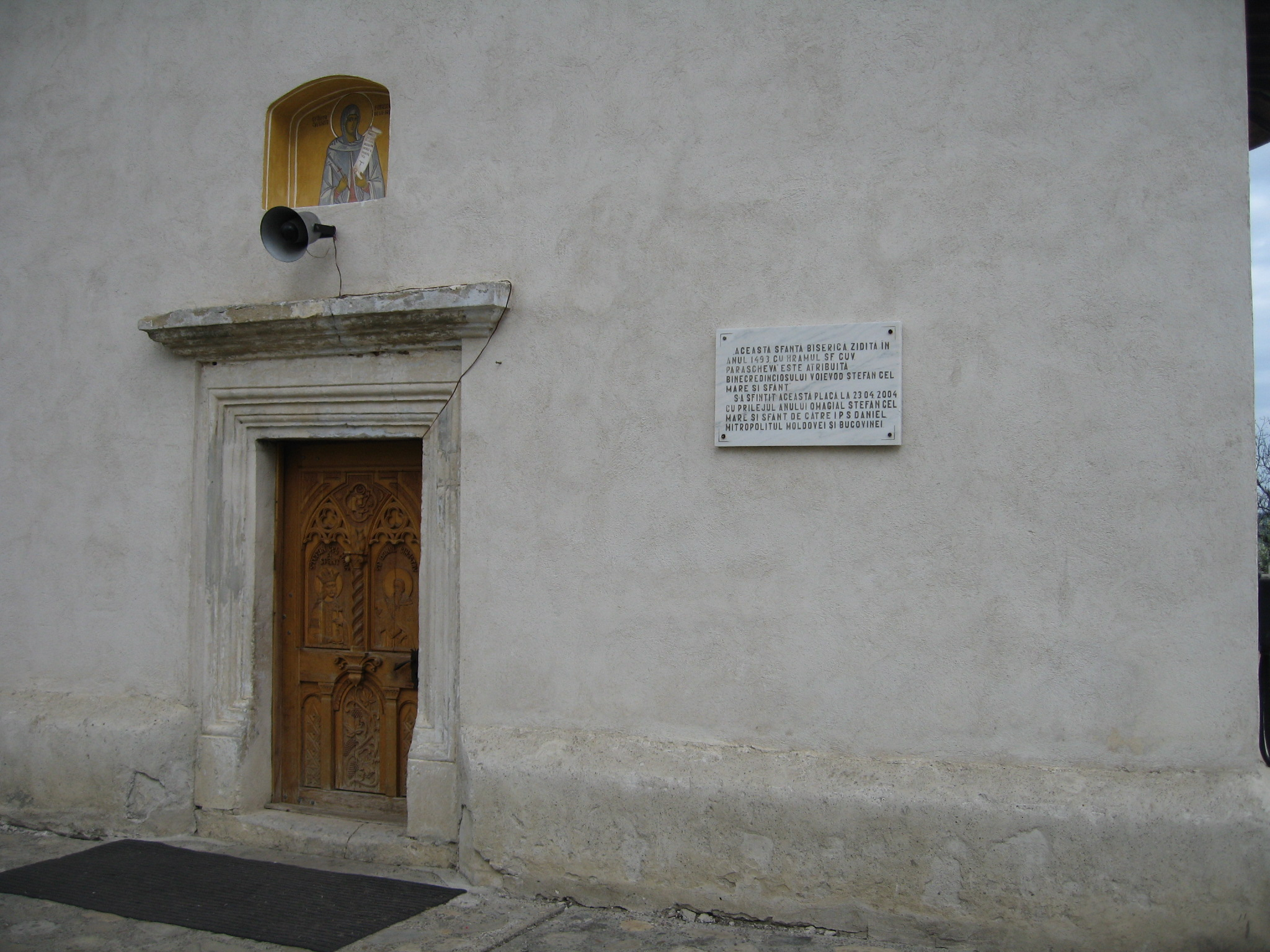
Uşa de la intrare şi placa aniversară din 2004
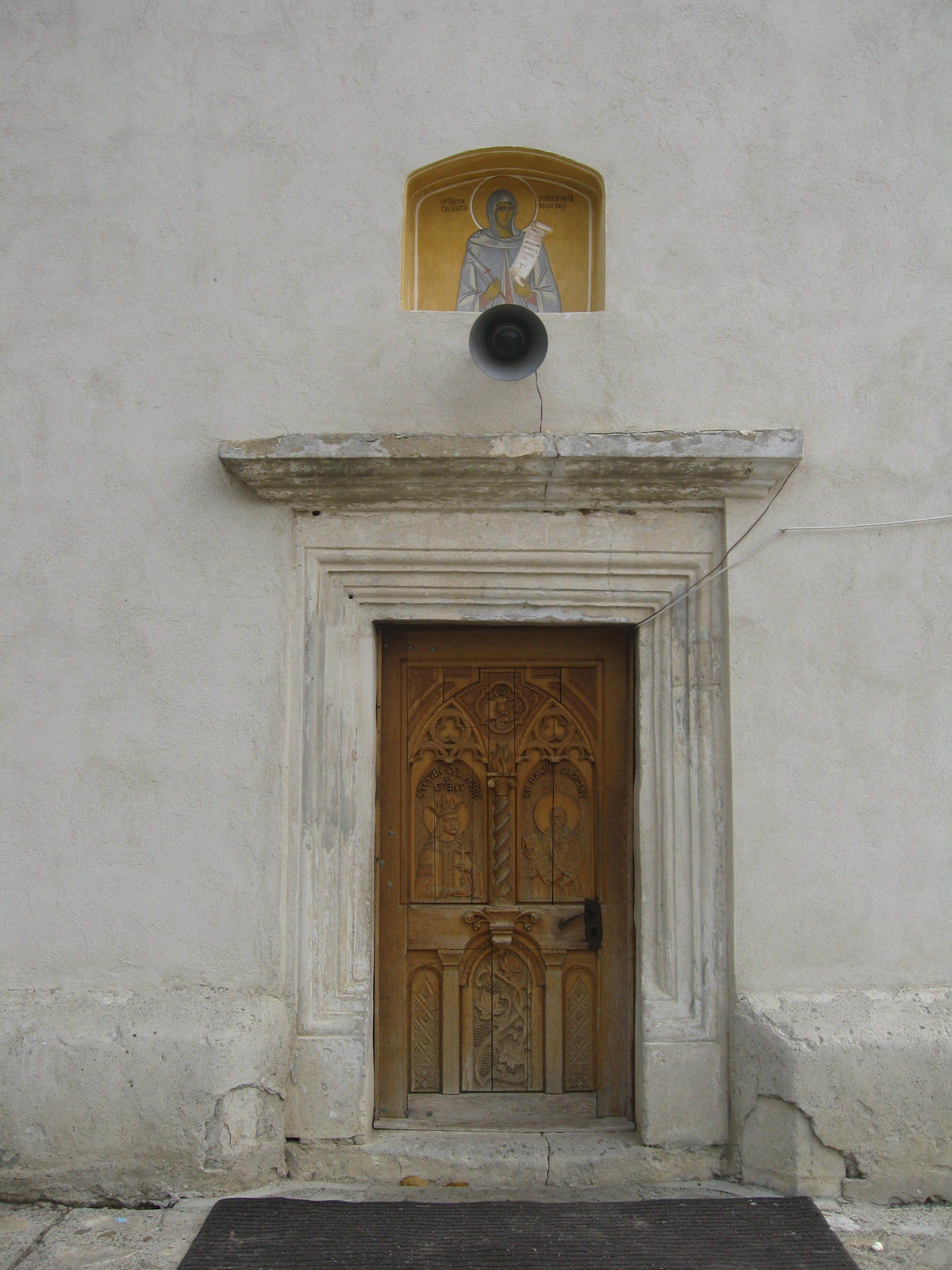
Portalul de la intrare
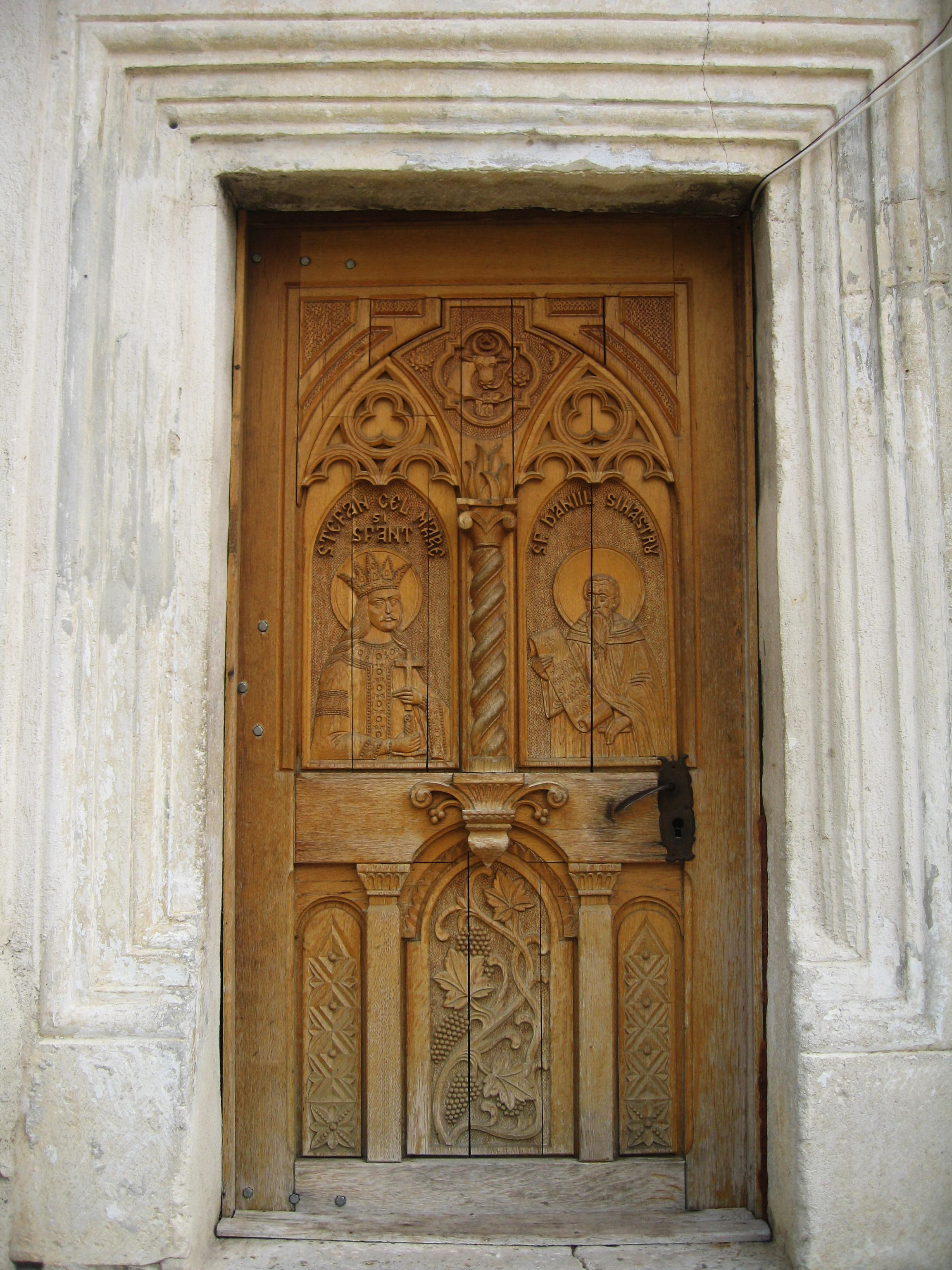
Uşa de la intrare
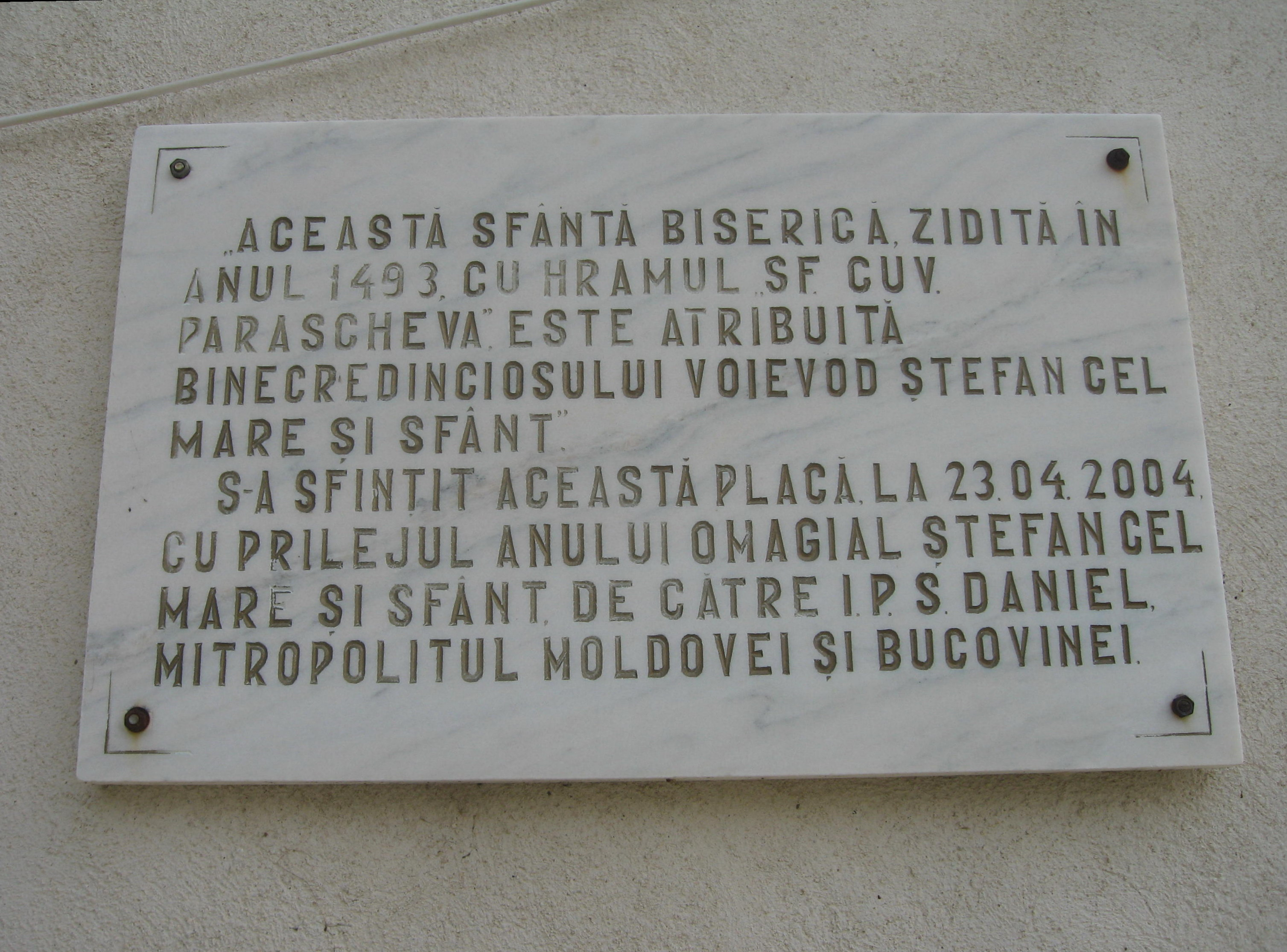
Placa aniversară din 2004
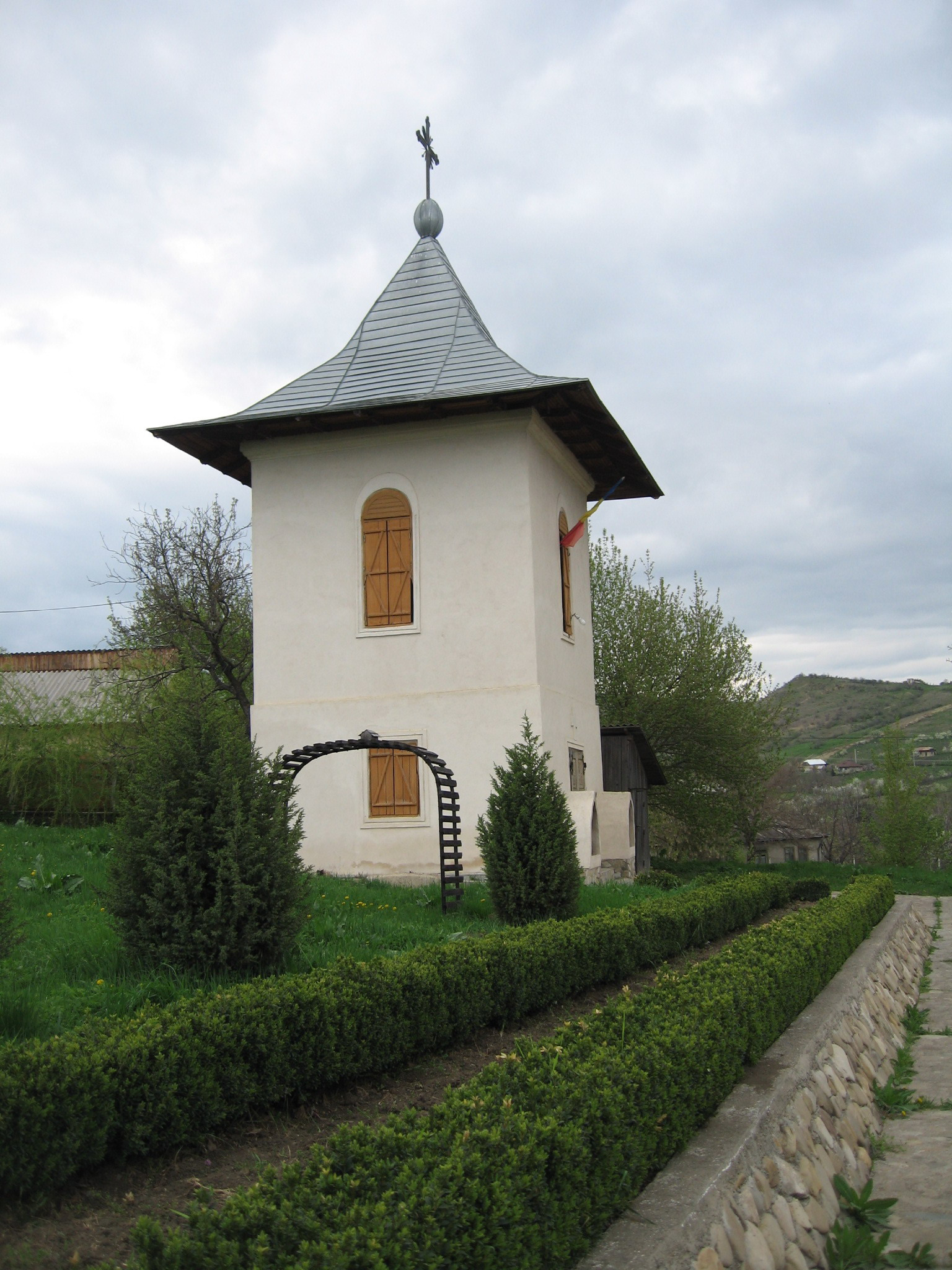
Turnul clopotniţă
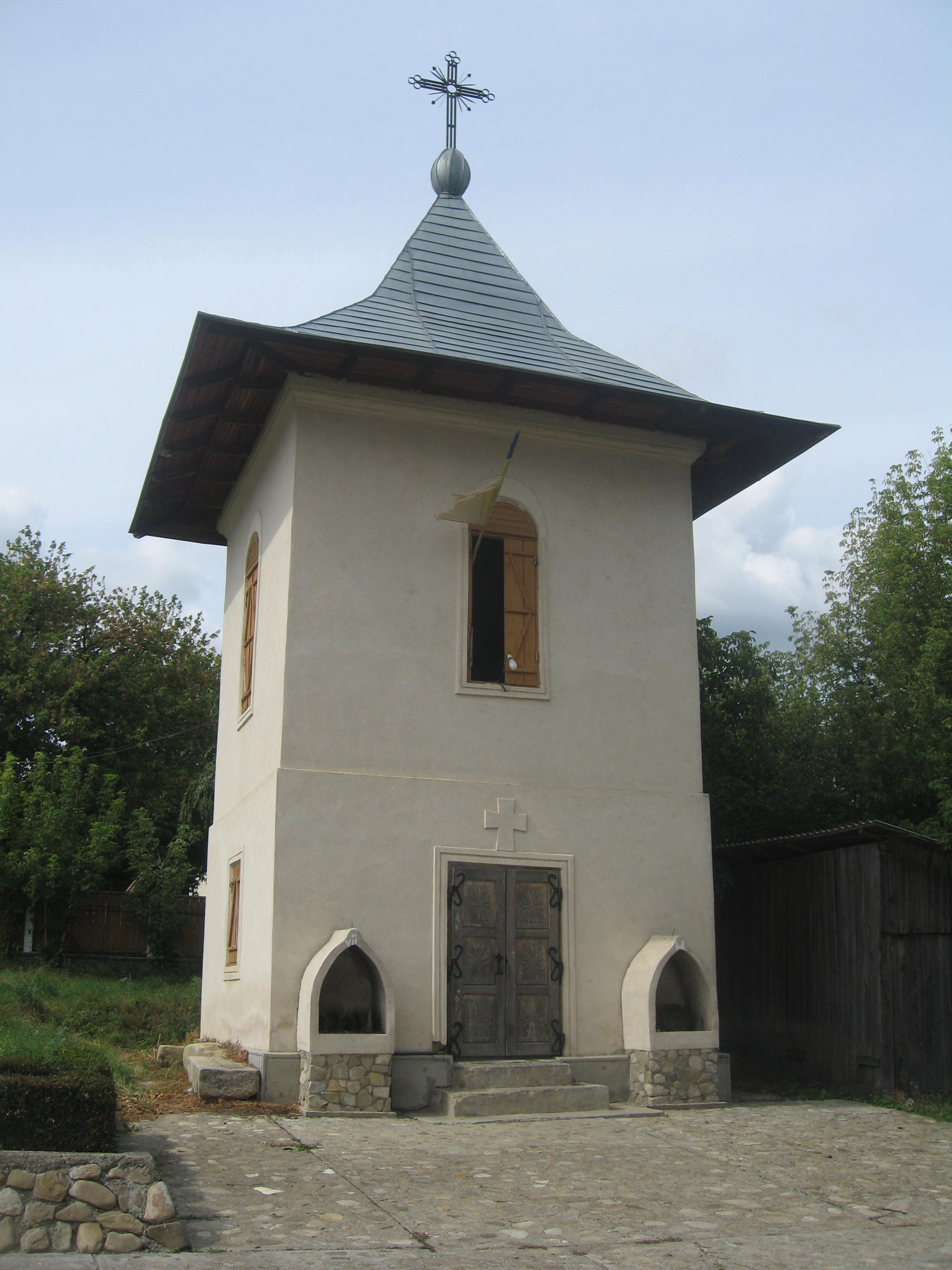
Turnul clopotniţă
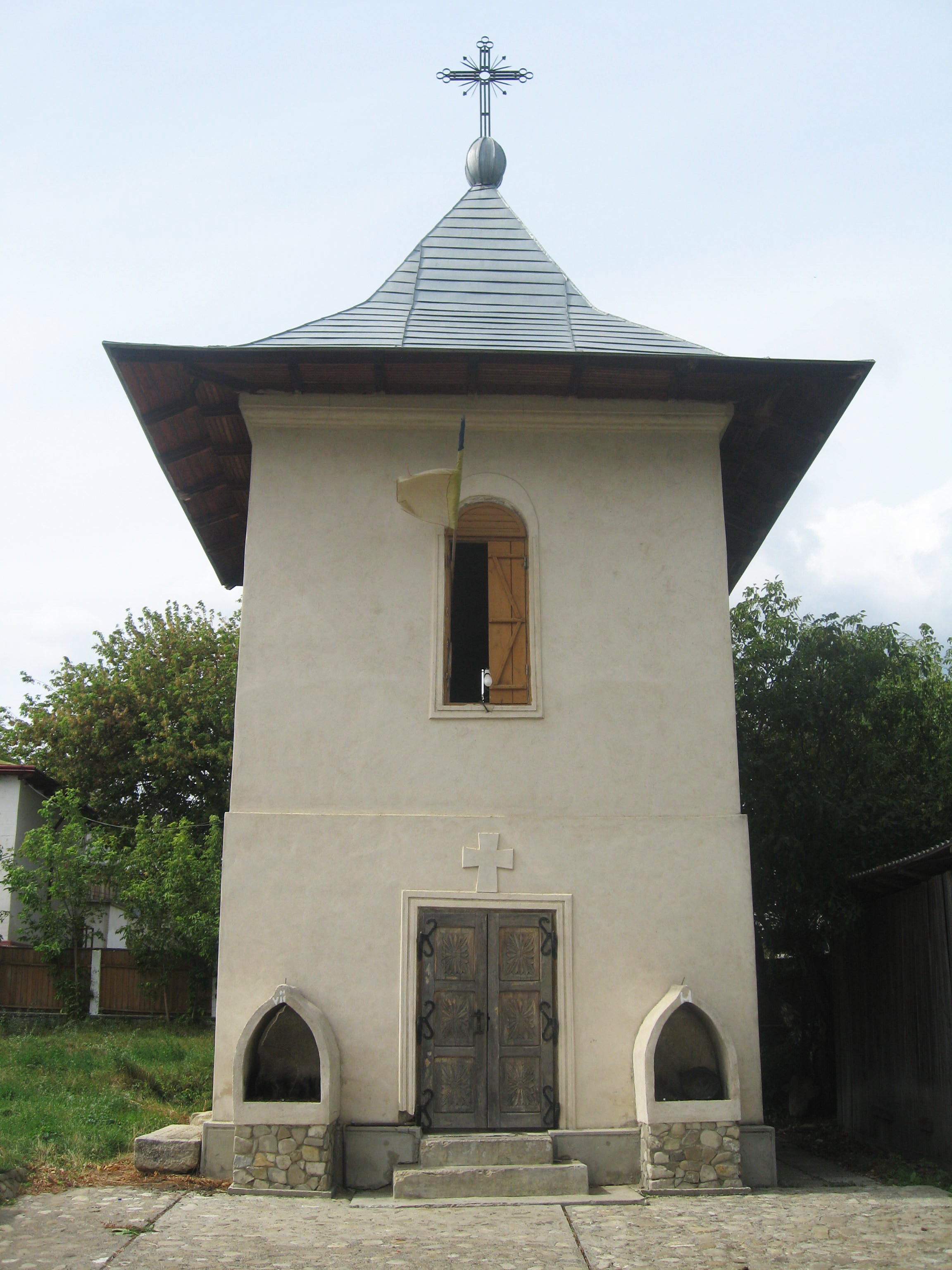
Turnul clopotniţă